# Dommartin-lès-Cuiseaux
Dommartin-lès-Cuiseaux is een gemeente in het Franse departement Saône-et-Loire (regio Bourgogne-Franche-Comté) en telt 693 inwoners (2004). De plaats maakt deel uit van het arrondissement Louhans.

## Geografie
De oppervlakte van Dommartin-lès-Cuiseaux bedraagt 19,0 km², de bevolkingsdichtheid is 36,5 inwoners per km².
De onderstaande kaart toont de ligging van Dommartin-lès-Cuiseaux met de belangrijkste infrastructuur en aangrenzende gemeenten.

## Demografie
Onderstaande figuur toont het verloop van het inwonertal (bron: INSEE-tellingen).